# Улица Мичурина (Калуга)
Улица Мичурина — улица в исторической части Калуги, проходит от Тульского переулка до улицы Пестеля. Протяжённость улицы около 1 км.

## История
Запланирована на градостроительном плане Калуги 1778 года. Носила название Ново-Николо-Козинская улица (Новая Николо-Козинская). Такое название получила по находившейся в районе улицы Церкви Николая Чудотворца на Козинке (современный адрес — улица Николо-Козинская, д. 33), построенной в 1775—1779 годах, приставка — Новая — отличала улицу от уже существующей Николо-Козинской.
Со временем была продлена Арефьевским переулком вслед за расширившимися границами города. В советские годы носила имя Степана Разина (переулок Ст. Разина), улицей Мичурина стала позднее — в 1970 году, названа в память выдающегося русского и советского селекционера растений Ивана Владимировича Мичурина (1855—1935). Иван Владимирович состоял в переписке с калужскими растениеводами-селекционерами. Улицей Мичурина в Калуге прежде, с 1950-го по 1968-й годы, была современная улица Гагарина.
Улица частично сохранила одноэтажную деревянную застройку. В основном застроена типовыми домами 1970-х годов